# Miracema
Miracema is een gemeente in de Braziliaanse deelstaat Rio de Janeiro. De gemeente telt 26.824 inwoners (schatting 2009).

## Aangrenzende gemeenten
De gemeente grenst aan Itaperuna, Laje do Muriaé, Santo Antônio de Pádua, São José de Ubá, Barão de Monte Alto (MG) en Palma (MG).

## Geboren
- Aymoré Moreira (1912-1998), voetbaltrainer en voetballer